# Tau Tauri
Tau Tauri (τ Tau, τ Tauri) è un sistema stellare quadruplo situato nella costellazione del Toro. La sua distanza è stimata sui 396 anni luce dal sistema solare. 

## Osservazione

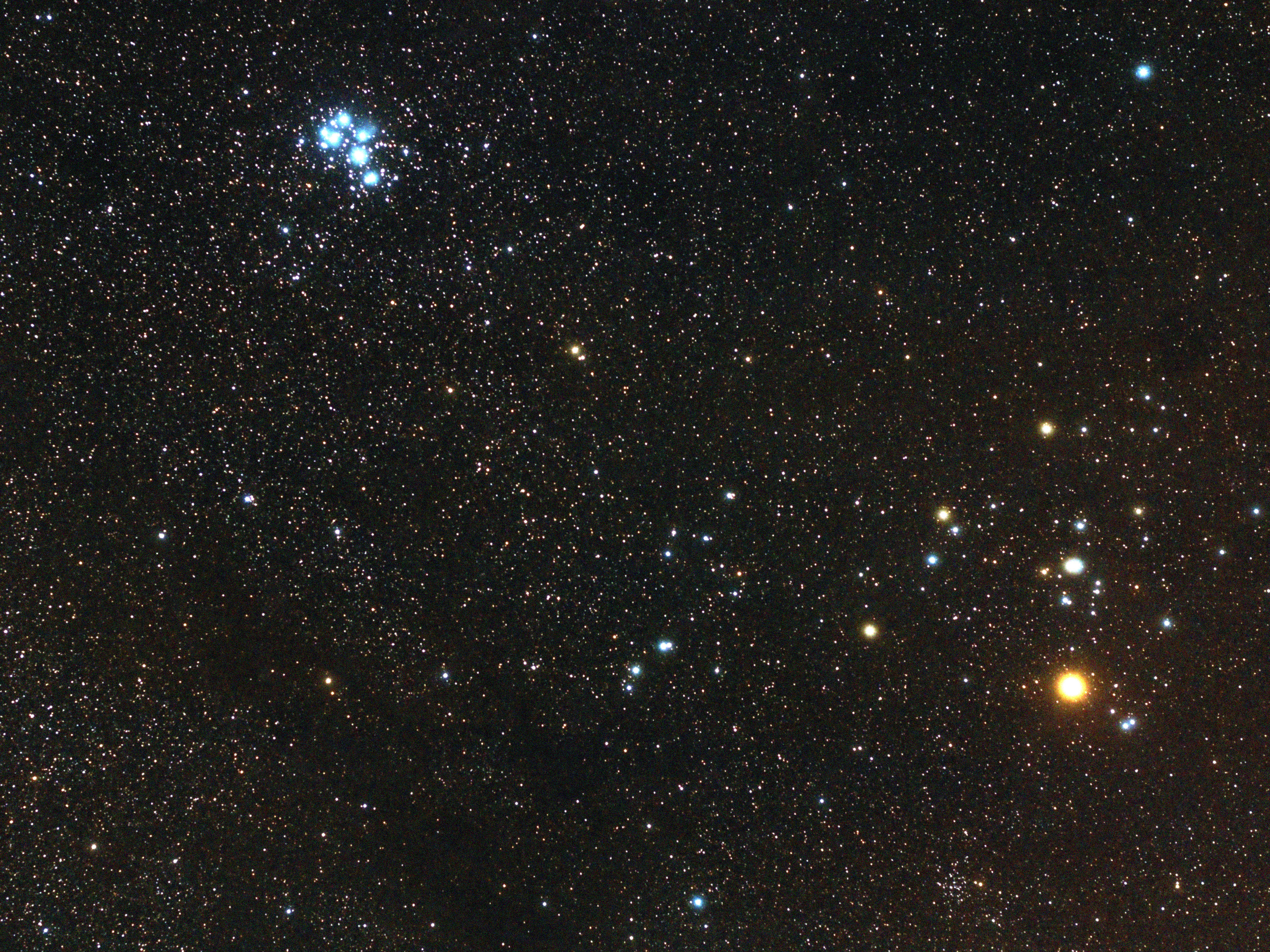
In questo campo stellare che spazia dalle Pleiadi alle Iadi, è la stella più luminosa al centro del bordo inferiore.

Il sistema stellare è situato nell'emisfero boreale celeste; grazie alla sua posizione non fortemente boreale, può essere osservato dalla gran parte delle regioni della Terra, sebbene gli osservatori dell'emisfero nord siano più avvantaggiati. Nei pressi del circolo polare artico appare circumpolare, mentre resta sempre invisibile solo in prossimità dell'Antartide. La componente principale del sistema ha magnitudine pari a 4,3 e può essere scorta a occhio nudo, ma solo con un cielo sufficientemente libero dagli effetti dell'inquinamento luminoso.
Il periodo migliore per l'osservazione di τ Tauri nel cielo serale ricade nei mesi compresi fra fine ottobre e aprile; da entrambi gli emisferi il periodo di visibilità rimane indicativamente lo stesso, grazie alla posizione della stella non lontana dall'equatore celeste.
Poiché τ Tauri si colloca in prossimità dell'eclittica, può venire occultata dalla Luna.

## Sistema stellare
La componente principale Aa è una stella di magnitudine 4,258. Fu identificata come binaria spettroscopica nel 1903 dagli astronomi statunitensi Edwin B. Frost e Walter S. Adams. Una prima orbita fu calcolata dall'astronomo canadese T. H. Parker (1910), rivista nel 1949 da R. W. Tanner, che determinò correttamente il periodo di rivoluzione della coppia attorno al comune centro di massa in 2,96 giorni. Il moto fu ulteriormente caratterizzato da Robert M. Petrie ed Edwin G. Ebbighausen nel 1961.
La componente Ab è di magnitudine 6,97; la separazione angolare dalla primaria è di 0,2″, mentre il periodo di rivoluzione è stato determinato in 58 anni. Infine, la componente B, la più distante, è separata dalla primaria da 62,8″ ed ha magnitudine 7,1. Si discosta sufficientemente dalla primaria da aver ricevuto una propria denominazione nel catalogo Henry Draper, HD 284659.

## Caratteristiche fisiche

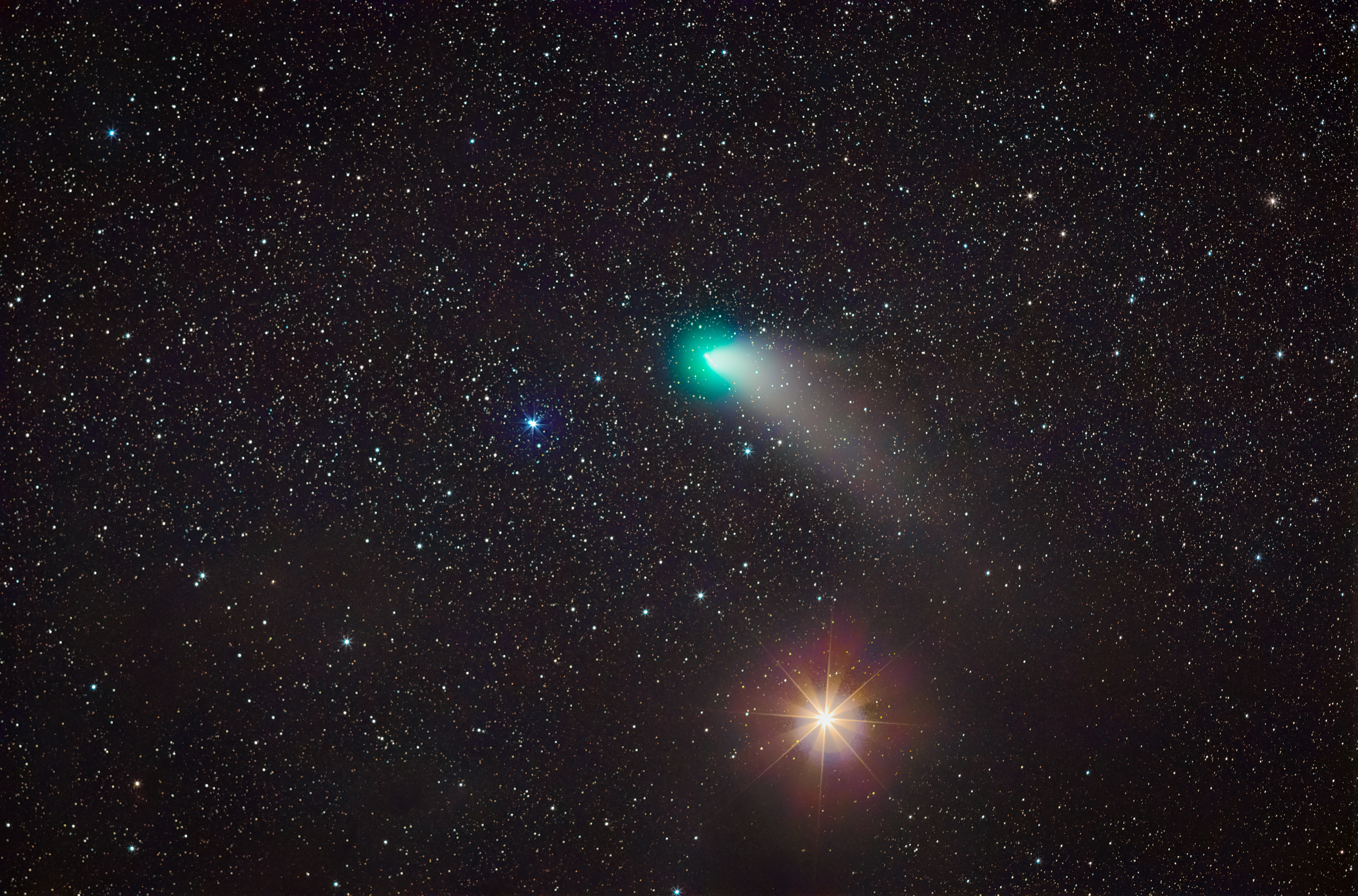
Il campo stellare attorno a (al centro nell'immagine) fa da sfondo alla congiunzione della cometa C/2022 E3 (ZTF) con Marte, il 12 febbraio 2023.

La componente Aa è una stella azzurra di sequenza principale, di classe B3V, con una magnitudine assoluta di -1,15; possiede una massa di 6,4 masse solari e una luminosità di 1472 luminosità solari. La superficie della sua fotosfera raggiunge la temperatura media di 18700 K. La sua metallicità [Fe/H] è stata determinata in -.51, corrispondente al 31% di quella solare.
Non sono note le caratteristiche della compagna più stretta, se non il periodo, pari a 2,957 giorni, e l'eccentricità, pari 0,05, del moto attorno al comune centro di massa.
La terza componente del sistema, Ab, è una stella bianca di sequenza principale, classificata come A0V-A2V grazie ad osservazioni condotte in occasione di un'occultazione lunare del sistema.
Infine, anche la componente B è una stella bianca di sequenza principale, classificata come A2 D o A1 V.
Mediante Gaia è stata determinata una parallasse di 8,231 ± 0,4049 mas per la componente Aa e di 8,1702 ± 0,0316 mas per la componente B. I due valori corrispondono rispettivamente a 121,492 parsec (396,25 al) e 122,396 parsec (399,20 al). Avendo una velocità radiale positiva, il sistema si sta ulteriormente allontanando dal Sole.

## Ambiente galattico
Il sistema τ Tauri sembra appartenere ad un'associazione OB che include stelle della costellazione del Toro e della limitrofa costellazione di Orione, denominata Taurus-Orion (Taurion) OB, frapposta in linea di vista tra il sistema solare e la Nube del Toro.